# 僕は天使ぢゃないよ
『僕は天使ぢゃないよ』（ぼくはてんしぢゃないよ）は、1974年に製作されたあがた森魚監督の自主映画。同名のサウンドトラックも記載する。

## キャスト
- 一郎 - あがた森魚
- 荒川 - 横尾忠則
- 大滝 - 大瀧詠一
- 森永社長 - 長井勝一
- 倖子 - 緑魔子
- 悠紀 - 桃井かおり
- ハムレット - 大村文史
- レアティーズ - 下田逸郎
- 墓掘り人 - 古川ガン
- 道化 - 山本コウタロー
- オフェリア - 斉藤沙稚子
- 王妃 - 三条泰子
- ボロニアス - 坂本長利
- 俊子 - 梶原陽子
- ひろ子 - 山田三代子
- 掃除婦 - 和田沙菜恵
- 少年 - アレックス
- 黒川 - 石原信一
- 町田 - 岡崎二郎
- 幸子の姉 - 安藤純子
- 東山 - 泉谷しげる
- ラム亭の主人 - 鈴木慶一
- 一郎の姉 - 内田ひろ子
- 一郎の妹 - 安田のぞみ
- 一郎の父 - 鈴木昭生
- 成田 - 三上寛
- 男一人 - 友部正人
- 不二家社長 - 岡本喜八
- さよなら少年1 - 井上堯之
- さよなら少年2 - 渡辺勝
- さよなら少年3 - 中川五郎

## スタッフ
- 製作・脚本・監督・主演・音楽：あがた森魚
- 原作：林静一『赤色エレジー』
- 撮影：宮崎哲郎
- 照明：扇子勇助
- 録音：菊池進平
- 美術：山本じん
- 音楽：ティン・パン・アレー（細野晴臣、鈴木茂、林立夫）、松本隆
- 挿入歌：あがた森魚、大瀧詠一、友部正人

## サウンドトラック

### 解説
1975年12月5日に、大瀧詠一との共同でサウンドトラックがリリースされた。矢野誠、ティン・パン・アレー、はちみつぱいが参加している。大瀧の3曲は、1972年リリースのアルバム『大瀧詠一』からの収録。

### 収録曲

#### SIDE 1
1. 僕は天使ぢゃないよ / あがた森魚  –  (3:16)
あがた森魚 作詞・作曲 / 矢野誠 編曲
2. 乙女の儚夢 / あがた森魚  –  (5:42)
あがた森魚 作詞・作曲
3. 一郎のテーマ Part 1 / ティン・パン・アレー  –  (2:24)
あがた森魚 作曲 / 矢野誠 編曲
4. びんぼう / 大瀧詠一  –  (2:09)
大瀧詠一 作詞・作曲・編曲
5. それはぼくじゃないよ / 大瀧詠一  –  (3:19)
松本隆 作詞 / 大瀧詠一 作曲 / ちぇるしい 編曲
6. ハムレットのテーマ / ティン・パン・アレー  –  (3:17)
あがた森魚 作曲 / 矢野誠 編曲

#### SIDE 2
1. 愛のテーマ / ティン・パン・アレー  –  (2:59)
あがた森魚 作曲 / 矢野誠 編曲
2. 清怨夜曲 / あがた森魚  –  (4:51)
あがた森魚 作詞・作曲
3. 乱れ髪 / 大瀧詠一  –  (2:19)
松本隆 作詞 / 大瀧詠一 作曲・編曲
ストリングスアレンジ：吉野金次
4. 赤色エレジー / あがた森魚  –  (4:05)
あがた森魚 作詞 / 八洲秀章 作曲
5. 一郎のテーマ Part 2 / ティン・パン・アレー  –  (3:07)
あがた森魚 作曲 / 矢野誠 編曲
6. 僕は天使ぢゃないよ / あがた森魚  –  (4:53)
あがた森魚 作詞・作曲 / 矢野誠 編曲

### 発売履歴
| 発売日        | レーベル         | 規格  | 規格品番  | 備考                                   |
| ------------- | ---------------- | ----- | --------- | -------------------------------------- |
| 1975年12月5日 | Bellwood ⁄ KING  | LP    | OFL-34    |                                        |
| 1990年4月5日  | キングレコード   | CD    | KICS-2013 |                                        |
| 1995年4月5日  | キングレコード   | CD    | KICS-8109 |                                        |
| 2007年9月21日 | SUPER FUJI       | CD    | FJSP-27   | 紙ジャケット仕様、デジタルリマスター版 |
| 2012年10月3日 | Bellwood Records | CD    | KICS-2587 | デジタルリマスター版                   |
| 2017年9月20日 | Bellwood Records | UHQCD | KICS-2634 | デジタルリマスター版                   |